# 馬特·貝斯特
馬特·貝斯特（英語：Mat Best，1985年10月2日—）是一位前美國陸軍遊騎兵、網絡名人和企業家。貝斯特出生在德薩斯州的厄爾巴索，但在加州長大。他在高中畢業後不久便加入了美國陸軍，最終在第2遊騎兵營服役了5次，然後成為與美國中央情報局（CIA）合作的私人保安工作的私人承包商（門衛）。他經營著一個受歡迎的喜劇YouTube頻道，主演過一部自製電影，並出版過一本書，是他服兵役的回憶錄。他與其他人共同創立了兩家公司：一家服裝公司和一家咖啡公司，再加上他的網上影片，迎合軍事人員和退伍軍人的觀眾群。

## 早年
馬特·貝斯特出生在德薩斯州的厄爾巴索，但長大於加州的聖塔芭芭拉，在2004年17歲時，高中畢業3個月後入伍美國軍隊。他的父親曾在越戰中服役海軍隊員，而他的兩個兄弟都在伊拉克戰爭中在海軍陸戰隊服役。
他在第2遊騎兵營服役5次，其中4次在伊拉克戰爭中，以及1次在阿富汗。離開軍隊後，貝斯特完成了博雅教育學士學位，並在私人保安公司擔任合約固定警衛。

## 《Thank You for My Service》
2019年，貝斯特與羅斯·派特森和Nils Parker出版了回憶錄《Thank You for My Service》。該書講述貝斯特在阿富汗和伊拉克服兵役的事情。
《Thank You for My Service》在《華爾街日報》和《出版者周刊》暢銷書榜上排名至非虛構類書籍的第一名，並在《紐約時報》暢銷書榜上排名至非虛構類書籍的第五名。

## 外部連結
- Mat Best在互联网电影资料库（IMDb）上的資料（英文）